# Collégiale Saint-Pancrace d'Aups
Pour les articles homonymes, voir Église Saint-Pancrace.
La collégiale Saint-Pancrace d'Aups est une ancienne collégiale située à Aups, dans le département du Var, en France. Elle est inscrite aux monuments historiques depuis 1971. Plusieurs objets sont référencés dans la base Palissy (voir les notices liées). 

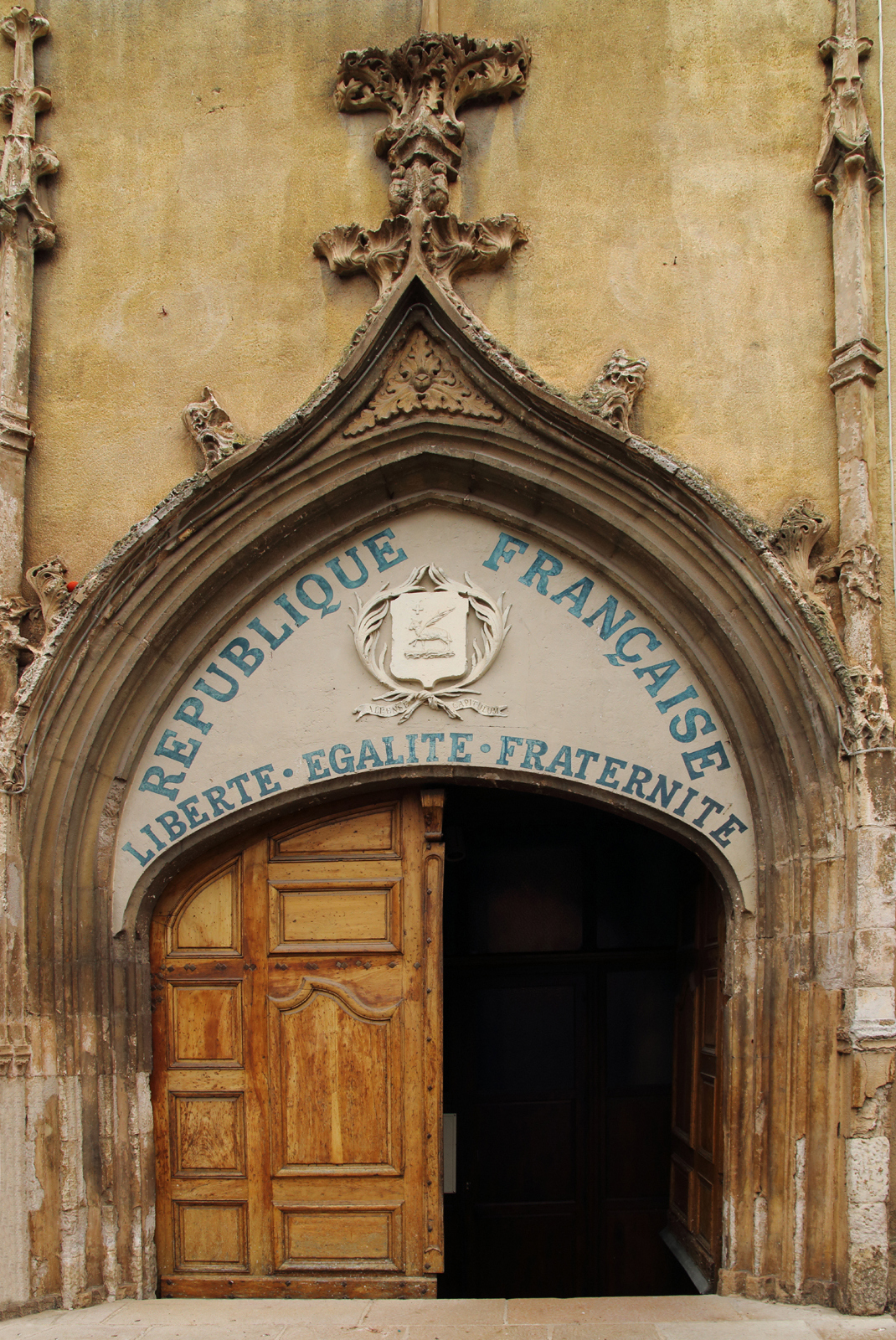
Tympan de la collégiale

## Historique
L'église Saint-Pancrace a été construite de 1489 à 1503 dans le style gothique provençal avec une façade renaissance. Elle est érigée en collégiale en 1499 avec la venue du chapitre des chanoines de Valmoissine transféré à Aups par le pape Alexandre IV.
La devise de la République Française est inscrit à son tympan en 1905[réf. nécessaire], année de la loi de séparation des Églises et de l'État.